# Васильєв Валентин Васильович
Валентин Васильович Васильєв (1939 — ?, місто Ужгород) — український радянський діяч, секретар Закарпатського обласного комітету КПУ, голова Закарпатської обласної ради профспілок, 1-й секретар Ужгородського міського комітету КПУ. Кандидат економічних наук.

## Життєпис
Освіта вища. Член КПРС.
Перебував на відповідальній комсомольській роботі.
З 13 лютого 1973 по 1974 рік — завідувач промислово-транспортного відділу Закарпатського обласного комітету КПУ.
На 1974—1976 роки — 1-й секретар Ужгородського міського комітету КПУ Закарпатської області.
З 1980 по листопада 1987 року — голова Закарпатської обласної ради професійних спілок.
29 вересня 1987 — 1991 року — секретар Закарпатського обласного комітету КПУ.
Потім очолював підприємство готель «Спорт» в Ужгороді, був директором туристсько-оздоровчого комплексу «Світанок» у місті Ужгороді Закарпатської області. У 1999 році організував Ужгородське міське товариство російської культури.

## Нагороди
- орден «Знак Пошани»
- ордени
- медалі
- Почесний громадянин міста Ужгорода (16.09.2005)